# USS O’Kane (DDG-77)
USS O’Kane (DDG-77) – niszczyciel typu Arleigh Burke w służbie United States Navy. Okręt został zbudowany w stoczni Bath Iron Works w Bath, Maine. Budowa rozpoczęła się 8 maja 1997 roku a 23 października 1999 roku jednostka weszła do aktywnej służby. Nazwany na cześć kontradmirała Richarda O’Kane’a, który otrzymał Medal Honoru za swoją służbę podczas II wojny światowej.

## Historia
USS O’Kane jest 27 niszczycielem typu Arleigh Burke i 16 zbudowanym w stoczni Bath Iron Works. Do służby wszedł 23 października 1999 roku pod dowództwem CDR Davida Hulsa z portem macierzystym w Pearl Harbor na Hawajach. Brał udział w ćwiczeniach RIMPAC 200 oraz tygodniu Floty w San Diego w październiku 2000 roku. W listopadzie tego samego roku nowym dowódcą został CDR Taylor Skardon. 1 sierpnia 2001 roku okręt wyruszył z portu macierzystego w rejon swojej pierwszej misji na wschodni Pacyfik jako część osłony lotniskowca USS Carl Vinson. Podczas pierwszej misji USS O’Kane brał udział w blokadzie morskiej północnej części Zatoki Perskiej podczas pierwszej fazy operacji Enduring Freedom po czym powrócił do Pearl Harbor w drugiej połowie stycznia 2002 roku. USS O’Kane otrzymał nagrodę „Battle E” jako niszczyciel eskadry 31 za rok 2001 i Navy Unit Commendation jego pierwszą nagrodę morską za służbę w siłach ekspedycyjnych oraz National Defense Service Award.

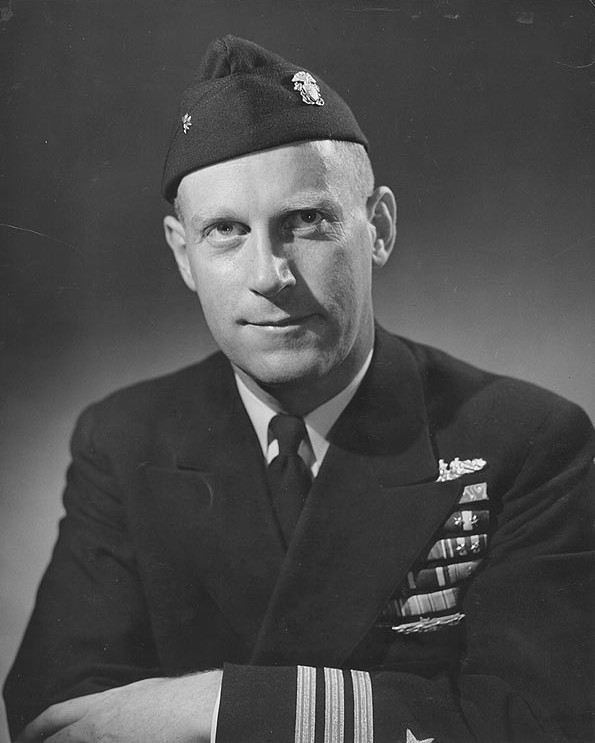
Kontradmirał Richard O’Kane

We wrześniu 2002 roku nowym dowódcą został CDR Michael Viland. Pod jego kierownictwem okręt ukończył przyśpieszony innowacyjny cykl szkoleniowy, osiem miesięcy przed terminem z grupą bojową Carl Vinson gotową do operacji interwencyjnych. Następnie 17 stycznia 2003 roku wyruszył w pierwszą niezależną misję jako eskorta wysokiej wartości transportów morskich oraz przeprowadzał inspekcję statków podejrzanych o terroryzm. W czasie operacji został przeniesiony do operacji wojennych jako wsparcie operacji IRAQI FREEDOM. USS O’Kane oddał kilka skutecznych salw rakiet Tomahawk przeciw celom nadbrzeżnym oraz brał udział we wczesnym ostrzeganiu przeciw wyrzutnią rakiet balistycznych do centrum dowodzenia rakiet Patriot i cywilnych sił obronnych wspierając tym obronny parasol sił koalicji na ziemi i morzu. Następnie został przeniesiony do prowadzenia po wojennych patroli wód Irackich. USS O’Kane powrócił do portu macierzystego w Pear Harbor w drugiej połowie lipca 2003. Został tym razem nagrodzony Navy Unit Commendation oraz Global War on Terror Expeditionary Medal. Następnie USS O’Kane przeszedł konserwację i rozpoczął podstawową fazę szkolenia dla jego następnego rozmieszczenia. W lutym 2004 dowódcą został CDR William Nault.
W lutym 2005 USS O’Kane został rozmieszczony razem z grupą uderzeniową lotniskowca USS Carl Vinson jako wsparcie dla globalnej wojny z terroryzmem. W lipcu O’Kane powrócił do portu macierzystego w Pearl Harbor po wykonaniu misji, która miała również za cel zapewnienie morskiego bezpieczeństwa przy Rogu Afryki oraz na Ocenie Indyjskim.
W lipcu 2006 niszczyciel rakietowy opuścił Pearl Harbor, żeby wziąć udział w ćwiczeniach RIM na Pacyfiku (RIMPAC) 2006. We wrześniu USS O’Kane wziął udział w złożonych ćwiczeniach (COMPTUEX) jako część grupy uderzeniowej lotniskowca USS John C. Stennis.
W styczniu 2007 USS O’Kane wyruszył w następną misję z grupą uderzeniową lotniskowca USS John C. Stennis i wszedł w skład 5 floty Stanów Zjednoczonych aby przeprowadzać operacje Bezpieczeństwa Morskiego. W sierpniu niszczyciel rakietowy brał udział w ćwiczeniach Valiant Shield 2007. W sierpniu USS O’Kane powrócił do domu po siedmiomiesięcznej służbie.

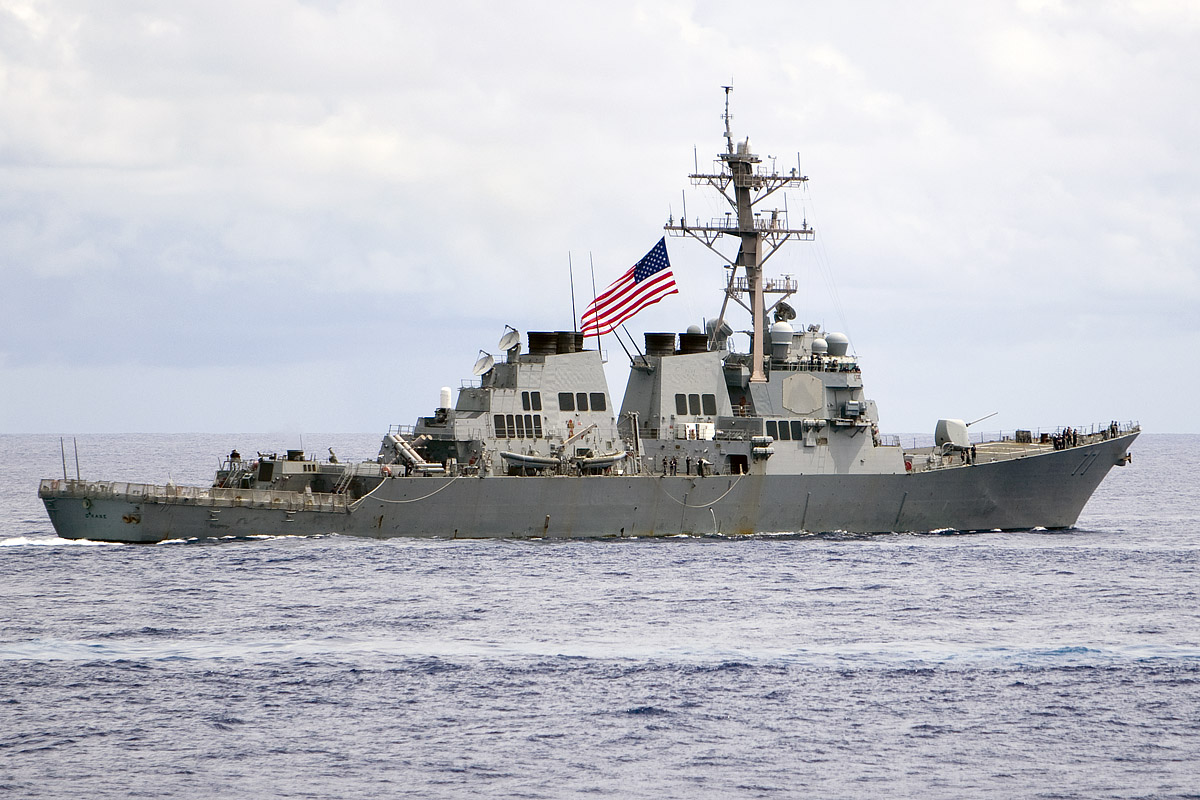
USS „O’Kane” Valiant Shield 2007

W kwietniu 2008 O’Kane wyruszył w następną misję z grupą uderzeniową lotniskowca USS Nimitz (CVN-68) na zachodnim Pacyfiku. W czerwcu USS O’Kane powrócił do portu macierzystego po siedmiu tygodniach. W lipcu niszczyciel rakietowy wziął udział w ćwiczeniach Rim na Pacyfiku (RIMPAC) 2008. 
W lutym 2009 USS O’Kane powrócił do portu macierzystego w Pearl Harbor po 14 tygodniach służby, w czasie których brał udział w ANNUALEX 20G i obronie irackich platform naftowych w Zatoce Perskiej. We wrześniu USS O’Kane opuścił port macierzysty w celu rozmieszczenia na zachodnim Pacyfiku. W listopadzie niszczyciel rakietowy wziął udział w ćwiczeniach ANNUALEX 21G, a w grudniu powrócił do Pearl Harbor.
W lipcu 2010 USS O’Kane opuścił połączoną bazę morską Pearl Harbor-Hickam i wyruszył na następną misję na Bliskim Wschodzie jako część grupy bojowej Iraqi Maritime, wspierając wysiłki w celu zapewnienia bezpieczeństwa morskiego w strefie odpowiedzialności 5 floty amerykańskiej.
W lutym 2011 O’Kane powrócił do domu po 7 miesiącach. 14 Kwietnia odpalił rakietę SM-3 Block IA, która przechwyciła rakietę balistyczną średniego zasięgu. Był to 21 kolejny przechwyt rakiety na 25 prób dla systemu obrony przeciw balistycznej Aegis. W listopadzie wziął udział w ćwiczeniach „Koa Kai 12-1” u wybrzeży Hawajów. 
23 marca 2012 USS O’Kane wyruszył ponownie na Bliski Wschód z głównym celem obrony przeciwko rakietom balistycznym. W Listopadzie powrócił do Pearl Harbor po siedmiu i półmiesięcznej służbie.
Jego obecnym dowódcą jest CDR James J. Juster.

## Opis
Konstrukcja okrętu uwzględnia doświadczenia zdobyte przez Royal Navy podczas wojny o Falklandy w 1982. Okręt zaprojektowano z wykorzystaniem morskiego odpowiednika technologii „stealth”, które to rozwiązania zwiększają szanse skutecznej obrony przed atakiem przeciwokrętowch pocisków rakietowych. Kadłub wykonano całkowicie ze stali z uwagi na doświadczenia konfliktu falklandzkiego kiedy to aluminiowa konstrukcja brytyjskich jednostek okazała się nie być odporna na wysokie temperatury podczas pożarów.

## Godło okrętu

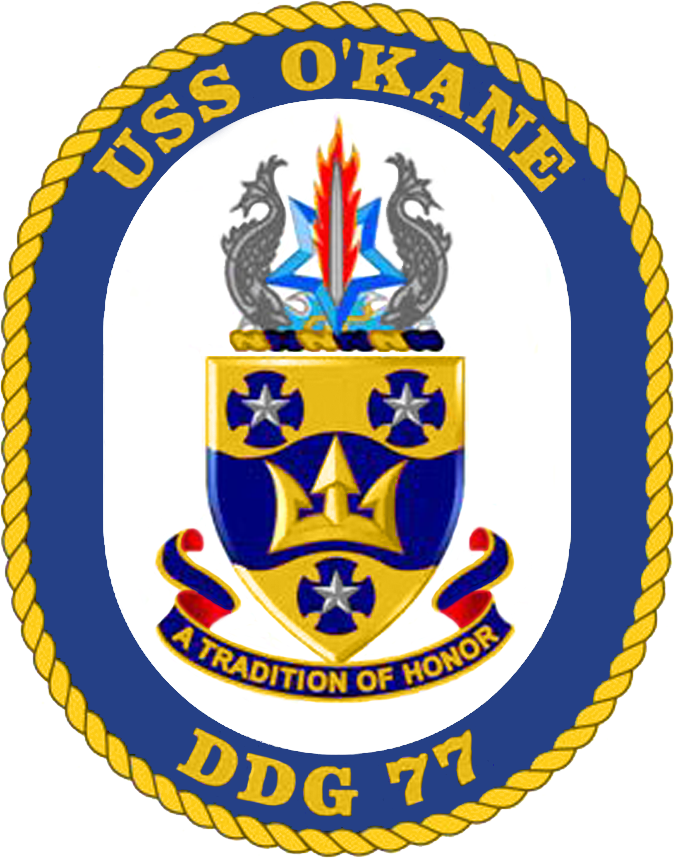
Godło okrętu

Tarcza otoczona białym i niebieskim polem oznacza morze i doskonałość i są to kolory tradycyjnie używane przez Marynarkę Stanów Zjednoczonych. Trójząb jest symbolem potęgi morskiej i podkreśla wspaniałe możliwości bojowe okrętu USS O’Kane, które pozwalają mu zdominować pole bitwy przy różnych zagrożeniach. Stylizowane krzyże i gwiazdy są hołdem dla trzech Marynarskich Krzyży i trzech Srebrnych Gwiazd które otrzymał kontradmirał Richard O’Kane za błyskotliwe zdolności taktyczne i heroizm okazany podczas patroli wojennych jako pierwszy oficer na USS Wahoo i kapitan na USS Tang. Delfiny są trybutem dla kontradmirała jako podwodniaka. Odwrócona gwiazda reprezentuje Medal Honoru, który otrzymał za swoje niezwykłe osiągnięcia podczas swojego ostatniego wojennego patrolu. Operując niezależnie na wodach kontrolowanych przez wroga kontradmirał O’Kane zdziesiątkował dwa duże i ciężko bronione konwoje zanim jego okręt USS Tang poszedł na dno. Płonący morski miecz wynurzający się z fal w skrócie opisuje agresywne podejście do walki które O’Kane i jego załoga okazywali na każdym swoim patrolu. Kolor czerwony jest symbolem męstwa i poświęcenia podkreślając czas który kontradmirał spędził jako jeniec wojenny.